# إبراهيم حكيمي

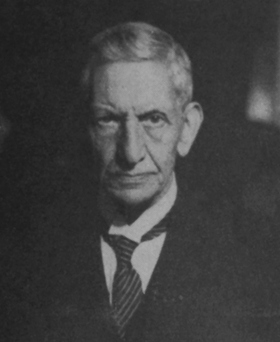
إبراهیم حكيمي

إبراهيم حكيمي (بالفارسية: ابراهیم حکیمی)، من مواليد 15 أغسطس 1871م في مدينة تبريز الإيرانية، وتوفي بتاريخ 19 أكتوبر 1959م، وهو سياسي إيراني من العرق الأذربيجاني الجنوبي، وهو أول شخصية سياسية يترأس مجلس شورى النظام الملكي في إيران.

## وفاته
توفي حكيمي في العاصمة الإيرانية طهران وعمره ناهز 88 عاماً.